# مولد نيترونات

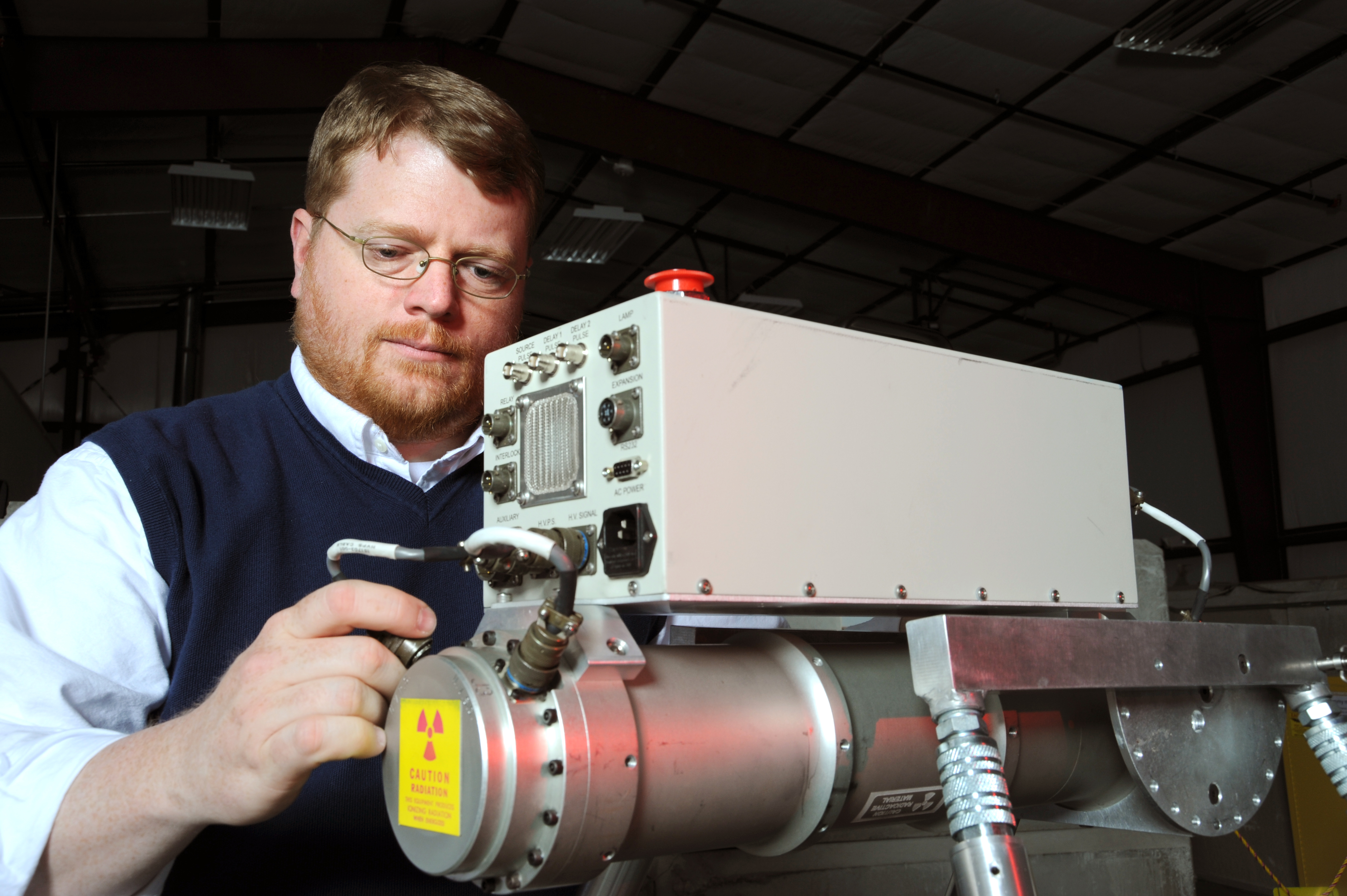

مولدات النيوترونات هي أجهزة مصادر نيوترونات تحوي معجلات خطية وتنتج نيترونات بواسطة اندماج نووي لنظائر الهيدروجين.
تحدث هنا تفاعلات نووية داخل هذه الأجهزة بتعجيل إما الديوتريوم, أو ال[تريتيوم] أو مزيج من هذين النظيرين.
ينتج عن اندماج ذرات الديتريوم (D + D) تكون نواة He-4 ونيوترون ذا طاقة حركية تقدر بـ2.5 إلكترون فولت (ميغا الكترون فولت) كما ينتج عن اندماج الديوتيريوم والتريتيوم (D + T) نواة He-4 ونيوترون بطاقة حركية مقدارها 14.1 MeV.
لقد تم بناء الالاف من هذه النماذج الصغيرة والغير مكلفة نسبيا خلال الخمسة عقود الماضية.